# Paolo Celata
Paolo Celata (Roma, 20 agosto 1965) è un giornalista italiano.

## Biografia
È pronipote da parte materna del commediografo napoletano Eduardo Scarpetta.
Dopo essersi laureato con lode in Storia dei partiti politici, si specializza in Scienze della comunicazione. Dopo aver partecipato a un corso di formazione come autore televisivo negli studi Videa, inizia la sua attività da giornalista collaborando con la pagina culturale di La Voce Repubblicana e con diverse radio locali. Successivamente, si occupa di cronaca e politica per Radio Città Futura.
Nel 1996 entra a far parte della testata TMC Sport, diventando uno dei conduttori del tg sportivo, per il quale segue i Mondiali di calcio Francia 1998 e gli Europei nei Paesi Bassi e Belgio nel 2000, lavorando ai programmi settimanali Mondocalcio e TMC Motori nonché conducendo l'edizione del rotocalco quotidiano TMC2 Sport.
Con la nascita del TG LA7 entra a far parte della redazione politica e viene inserito tra i conduttori del TG delle 12.30, dal 30 agosto 2010 passa a condurre l'edizione delle 7.30. Collabora agli speciali sulle grandi manifestazioni di piazza, sia dallo studio che come inviato. Si alterna con Francesca Fanuele ed Edgardo Gulotta come conduttore dell'edizione serale del TG LA7 domenicale e nei giorni festivi quando il direttore Enrico Mentana è assente.
Dal 2018 partecipa, come ospite fisso e commentatore, al programma Propaganda Live su LA7; in alcune puntate si  esibisce nelle vesti del suo alter ego chitarrista e cantante Paul Celate, riscuotendo inatteso successo di pubblico e critica.
Nell'estate del 2022 conduce in prima serata su LA7 La corsa al voto verso le elezioni politiche del 25 settembre.